# Igreja Presbiteriana (EUA)
Igreja Presbiteriana (EUA) (em Inglês, Presbyterian Church (USA) com a sigla PCUSA) é uma denominação protestante liberal nos Estados Unidos. É a maior denominação presbiteriana no país.
A PCUSA foi formada em 1983, pela fusão da Igreja Presbiteriana nos Estados Unidos e a Igreja Presbiteriana Unida nos Estados Unidos da América. Esta, por sua vez, foi formada em 1958, pela fusão da Igreja Presbiteriana nos Estados Unidos da América e Igreja Presbiteriana Unida da América do Norte. Era, à época da formação, a maior denominação presbiteriana do mundo.
Todavia, a PCUSA enfrenta rápido declínio em número de membros, desde o ano da sua formação. Em 2024, o número de membros da igreja era menor do que 1/3 do número na data da sua formação, em 1983, caindo para a 16.ª posição entre as maiores denominações presbiterianas do mundo.

## História

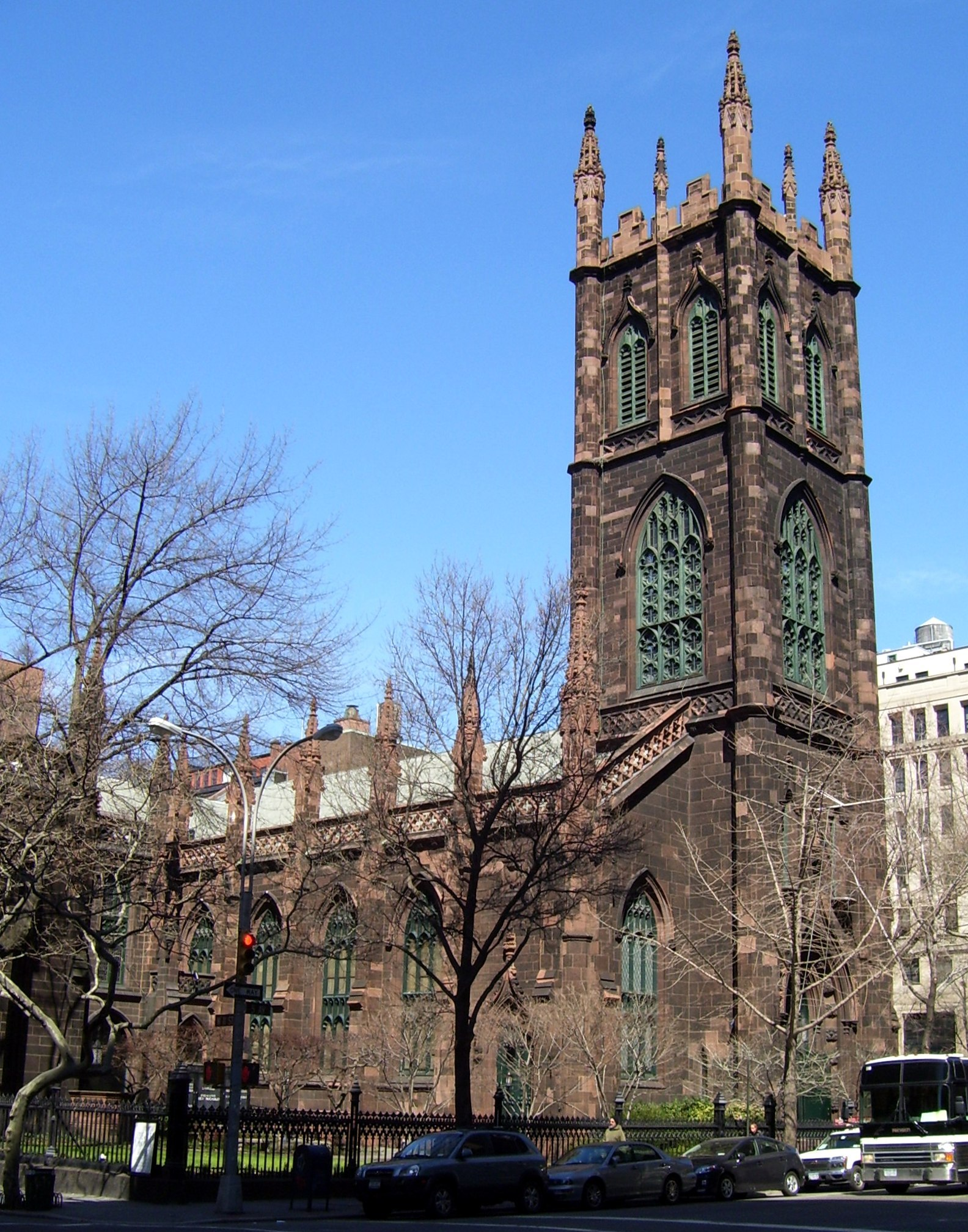
Primeira Igreja Presbiteriana em Manhattan, Nova Iorque.

A Igreja Presbiteriana (EUA) é resultado da fusão entre a Igreja Presbiteriana Unida nos Estados Unidos da América, que tinha congregações em todo território americano e a Igreja Presbiteriana nos Estados Unidos, cuja congregações estavam no Sul e nos estados de fronteira dos Estados Unidos. A fusão ocorreu em 1983 com 3.121.238 de membros. Desde então é a maior denominação reformada e presbiteriana nos Estados Unidos embora tenha entrado em declínio nas últimas décadas.

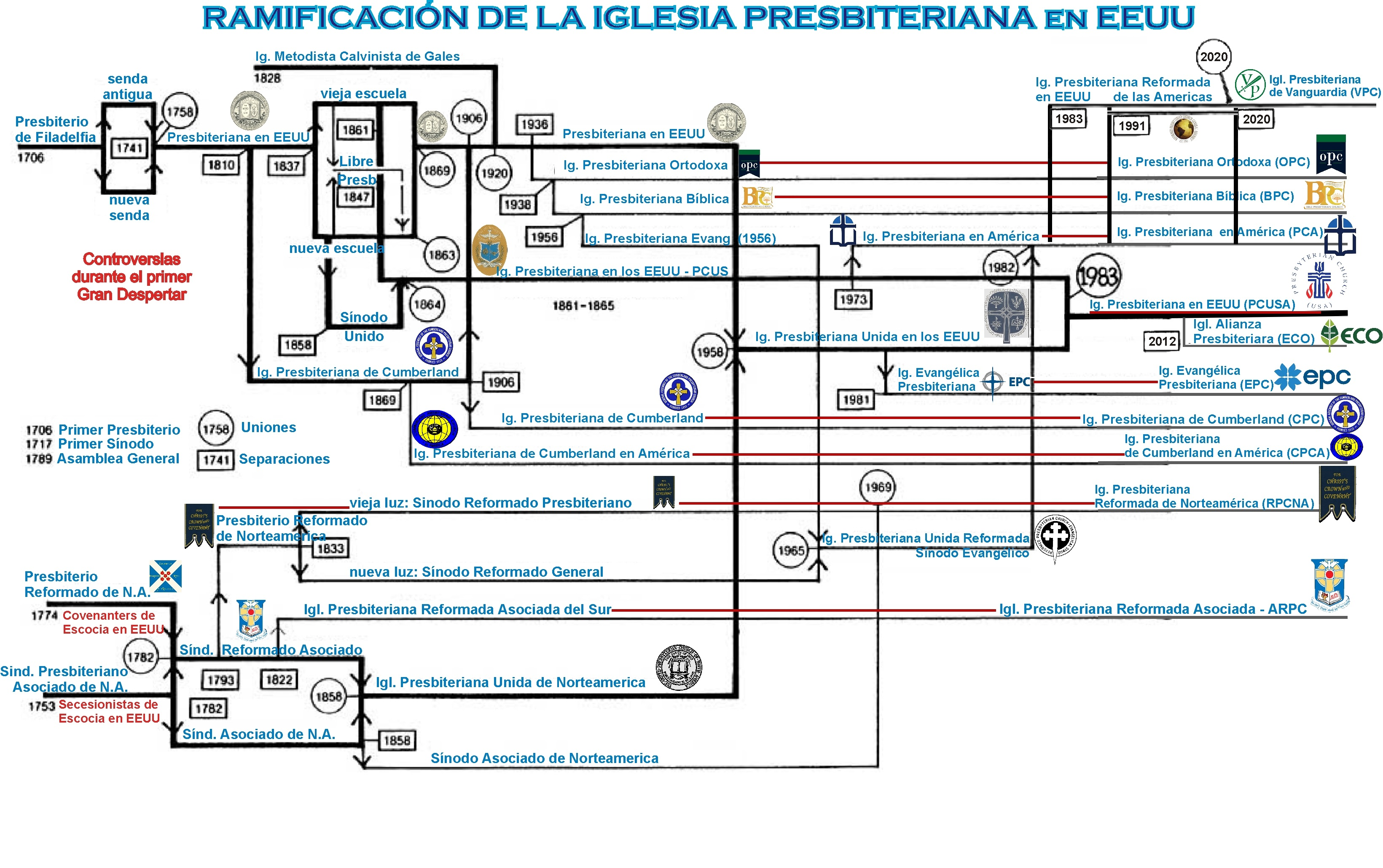
Diagrama das fusões e divisões do Presbiterianismo nos EUA.

## Estatísticas
As denominações que formaram a Igreja Presbiteriana (EUA), a Igreja Presbiteriana nos Estados Unidos e a Igreja Presbiteriana Unida nos Estados Unidos da América, já estavam em declínio em seu número de membros antes da fusão. Juntas, elas atingiram o pico de membros somados de  4.254.597 em 1965. À época da fusão, em 1983, a Igreja Presbiteriana (EUA) foi formada com apenas 3.122.213.
Desde a sua formação, em 1983, a denominação está em declínio continuo, com perda líquida de mais de 1% dos membros ao ano, e a partir de 2012 (ano em que a denominação votou para permitir a ordenação de pessoas assumidamente gays ao ministério pastoral e que foi formado a Ordem do Pacto dos Presbiterianos Evangélicos), a queda de adesão subiu para níveis superiores a 4% ao ano. O número de membros em 2023 é cerca de 1/3 do número de membros no ano da fusão que deu origem a denominação em 1983.
Esta denominação tinha, em 2024, aproximadamente 1.045.848 membros, 8.432 congregações, e 17.742 ministros ordenados. O escritório central do Conselho da Assembleia Geral fica em Louisville, Kentucky.
Em 2024, o Religious Landscape Study, estimou, conforme publicado pelo Pew Research Center, que 0,8% da população dos Estados Unidos identificava-se como afiliado a PCUSA, o que correspondia à época a cerca de 2.720.880 pessoas. Esse número, contudo, inclui pessoas que não são formalmente contados como membros pela denominação, mesmo se identificando com ela.
| Ano  | Igrejas | Membros   | Crescimento |
| ---- | ------- | --------- | ----------- |
| 1983 | 11.596  | 3.122.213 | -           |
| 1984 | 11.572  | 3.100.951 | −0,98       |
| 1985 | 11.554  | 3.057.226 | −1,43       |
| 1986 | 11.531  | 3.016.488 | −1,35       |
| 1987 | 11.513  | 2.976.937 | −1,33       |
| 1988 | 11.505  | 2.938.830 | −1,30       |
| 1989 | 11.469  | 2.895.706 | −1,49       |
| 1990 | 11.501  | 2.856.713 | −1,36       |
| 1991 | 11.468  | 2.815.045 | −1,48       |
| 1992 | 11.456  | 2.780.406 | −1,25       |
| 1993 | 11.501  | 2.742.192 | −1,39       |
| 1994 | 11.399  | 2.698.262 | −1,63       |
| 1995 | 11.361  | 2.665.276 | −1,24       |
| 1996 | 11.328  | 2.631.466 | −1,28       |
| 1997 | 11.295  | 2.609.191 | −0,85       |
| 1998 | 11.260  | 2.587.674 | −0,83       |
| 1999 | 11.216  | 2.560.201 | −1,07       |
| 2000 | 11.178  | 2.525.330 | −1,38       |
| 2001 | 11.142  | 2.493.781 | −1,27       |
| 2002 | 11.097  | 2.451.969 | −1,71       |
| 2003 | 11.064  | 2.405.311 | −1,94       |
| 2004 | 11.019  | 2.362.136 | −1,83       |
| 2005 | 10.960  | 2.316.662 | −2,10       |
| 2006 | 10.903  | 2.267.118 | −2,05       |
| 2007 | 10.820  | 2.209.546 | −2,61       |
| 2008 | 10.751  | 2.140.165 | −3,23       |
| 2009 | 10.657  | 2.077.138 | −3,03       |
| 2010 | 10.560  | 2.016.091 | −3,03       |
| 2011 | 10.466  | 1.952.287 | −3,29       |
| 2012 | 10.262  | 1.849.496 | −5,26       |
| 2013 | 10.038  | 1.760.200 | −4,83       |
| 2014 | 9.829   | 1.667.767 | −5,54       |
| 2015 | 9.642   | 1.572.660 | −5,70       |
| 2016 | 9.451   | 1.482.767 | −5,71       |
| 2017 | 9.304   | 1.415.053 | −4,56       |
| 2018 | 9.161   | 1.352.678 | −4,41       |
| 2019 | 9.041   | 1.302.043 | −3,74       |
| 2020 | 8.925   | 1.245.354 | −4,35       |
| 2021 | 8.813   | 1.193.770 | −4,14       |
| 2022 | 8.705   | 1.140.665 | −4,44´      |
| 2023 | 8.572   | 1.094.733 | −4,02       |
| 2024 | 8.432   | 1.045.848 | −4.47       |

## Doutrina
A igreja subscreve o Credo de Niceia, o Credo dos Apóstolos, a Confissão de Fé Escocesa, o Catecismo de Heidelberg, a Segunda Confissão Helvética, a Confissão de Fé de Westminster, o Breve Catecismo de Westminster, o Catecismo Maior de Westminster, a Declaração Teológica de Barmen, a Confissão de 1967, e uma breve declaração de fé.
Admite a ordenação de mulheres e aceita homossexuais normalmente como membros e pastores. Em 2015 alterou sua constituição para passar a realizar casamentos entre pessoas do mesmo sexo.

## Relações Inter-Eclesiásticas
Ela é membro do Conselho Nacional de Igrejas do Estados Unidos, da Comunhão Mundial das Igrejas Reformadas e do Concílio Mundial de Igrejas e tem relações ecumênicas com diversas igrejas no mundo.
A Igreja Presbiteriana do Brasil, embora seja fruto do trabalho missionário das duas igrejas estadunidenses que se uniram, é uma igreja conservadora e cortou todos os laços com a Igreja Presbiteriana (EUA) desde a década de 1950.
A denominação brasileira que tem comunhão com a Igreja Presbiteriana (EUA) é a Igreja Presbiteriana Unida do Brasil, que é ecumênica, tem uma visão mais social do Evangelho e aceita a ordenação de mulheres. Todavia, a denominação ainda não debateu sobre o casamento entre pessoas do mesmo sexo na sua Assembleia Geral, embora partes dos seus pastores apoie abertamente a inclusão do homossexuais e transsexuais aos membros da igreja, sem exigir qualquer mudança de comportamento.